# Colubraria eugenei
Colubraria eugenei is een slakkensoort uit de familie van de Colubrariidae. De wetenschappelijke naam van de soort is voor het eerst geldig gepubliceerd in 1991 door Bozzetti & Lussi.